# All You've Got - Unite per la vittoria
All You've Got - Unite per la vittoria è un film del 2006, diretto da Neema Barnette, uscito in Italia direttamente per il mercato home video.